# Scopioricus spatulatus
Scopioricus spatulatus är en insektsart som beskrevs av Montealegre-z. och G.K. Morris 1999. Scopioricus spatulatus ingår i släktet Scopioricus och familjen vårtbitare. Inga underarter finns listade i Catalogue of Life.